# ۹۰ (میلادی)
۹۰ (میلادی) نودمین سال تقویم میلادی است.

## رویدادها
بر اساس مکان
امپراتوری روم
- یک بیماری همه‌گیر روم را فرا گرفته است.[۱]
- کلن مرکز ژرمانیای کوچک شد.

بر اساس موضوع
هنر
- زن جوان فلاویایی ساخته شده است. اکنون در موزه کاپیتولینی، رم (تاریخ تقریبی) نگهداری می‌شود.

## زادگان
- اسماعیل بن الیشا، خاخام یهودی (تاریخ تقریبی)

- کوینتوس تونیوس روفوس، سیاستمدار رومی (تاریخ تقریبی)

## درگذشتگان
- دیوسکوریدس، پزشک، داروساز و گیاه‌شناس یونانی ساکن رم

گایوس والریوس فلاکوس، شاعر رومی
- تیبریوس یولیوس رِسکوپوریس اول، پادشاه مشتری روم